# Bernardino Adarraga
Bernardino Adarraga Elizarán, né le 1er mars 1929 à Hernani et mort le 13 juillet 2007, est un athlète espagnol, spécialiste du décathlon.
Il remporte un titre lors des Jeux méditerranéens en 1955 et établit le record d’Espagne de la spécialité.